# Aleksy Skantarios Komnen
Aleksy Skantarios Komnen (grec. Ἀλέξιος Σκαντάριος Κομνηνός, ur. 1454, zm. 1 listopada 1463 w Konstantynopolu) – książę trapezuncki.

## Życiorys
Był synem współcesarza Trapezuntu Aleksandra Komnena i Marii Gattilusio. Jako dziecko, został podniesiony do 1454/55 przez wuja Jana IV do godności despoty. Został stracony 1 listopada 1463 z rozkazu Mehmeda II wraz z Dawidem II Komnenem i jego synami w więzieniu Siedmiu Wież w Konstantynopolu. 